# Wolfgang Becker (Medienwissenschaftler)
Wolfgang Becker (* 9. Oktober 1943 in Marburg; † 15. Februar 2012 in Ostercappeln) war ein deutscher Medienwissenschaftler.

## Leben
Er wuchs in Wuppertal auf. Er studierte Germanistik und Publizistik in Marburg und Münster. 1970 promovierte er am Institut für Publizistik an der Universität Münster. Von 1974 bis 2009 lehrte er als Professor für Angewandte Ästhetik und Medienforschung an der Universität Osnabrück.

## Schriften (Auswahl)
- Film und Herrschaft. Organisationsprinzipien und Organisationsstrukturen der nationalsozialistischen Filmpropaganda. Berlin 1973, ISBN 3-920889-05-3.
- mit Norbert Schöll: Methoden und Praxis der Filmanalyse. Opladen 1983, ISBN 3-8100-0299-2.
- mit Norbert Schöll: In jenen Tagen .... Wie der deutsche Nachkriegsfilm die Vergangenheit bewältigte. Opladen 1995, ISBN 3-8100-0681-5.
- mit Heike Becker:  Die Darstellung von Frauen und die Behandlung von Frauenfragen im Fernsehen. Bonn 2001, OCLC 163128250.